# Фэлим Уа Конхобайр
Фелим Уа Конхобайр, Фелим О’Коннор (англ. Felim O'Connor) (? — 1265) — король Коннахта из династии О’Коннор (1233—1265). Он был провозглашен королем Коннахта Ричардом Мором де Бургом в 1230 году, он правил с 1233 по 1265 год. Фелим умер в этом году и был похоронен в доминиканском монастыре в Роскоммоне, который он основал в 1253 году. После вступления на престол Фелим унаследовал многие проблемы от своих предшественников, поскольку его территория ограничивалась, по сути, графством Роскоммон, и ему приходилось иметь дело с увеличением количества английских и валлийских поселенцев в королевстве. Фелим пытался поддерживать как лояльные, так и личные отношения с королем Англии Генрихом III, надеясь, что он ограничит влияние де Бурга и других могущественных англо-нормандских магнатов в Коннахте, но эта политика умиротворения дала мало конкретных результатов. Во время правления Фелима земли Уа Конхобайр стали ограничены пятью «королевскими кантредами», в основном графством Роскоммон. Фелим особенно воспринял аспекты англо-нормандской культуры, как видно из его английского изображения и печати.
Ему наследовал его старший сын Эйд Уа Конхобайр, который занял более воинственную позицию против английской власти в Ирландии, чем его отец. Среди других его потомков были Эйдд Муимхнех О Конхобайр, король с 1274 по 1280 год, и дочь Фионнуала Ни Конхобайр, которая умерла в 1301 году в качестве настоятельницы Килкрееванти, Клонферт.

## Биография
Младший сын Катала Кробдерга Уа Конхобайра (1153—1224), короля Коннахта (1202—1224). В 1224 году после смерти Катала Кробдерга новым королем Коннахта стал его старший сын Эйд Уа Конхобайр (? — 1228), правивший в 1224—1228 годах. В 1228 году после гибели Эйда при странных обстоятельствах за королевский престол Коннахта начали борьбу братья Тойрделбах мак Руайдри (1228) и Эйд мак Руайдри (1228—1233), сыновья последнего верховного короля Ирландии Руайдри Уа Конхобайра.
С конца XII века произошло усиление англо-норманнской власти и присутствия в Коннахте, о чём свидетельствует ведущая роль, которую семья де Бург сыграла в становлении королей Коннахта со времен правления отца Фелима Катала Кробдерга. В результате власть, которой ранее пользовались короли Коннахта в своих владениях, была значительно уменьшена, и теперь большинство из них полагалось на поддержку Ричарда де Бурга, чтобы претендовать на королевский трон, как это сделает Фелим в 1230 году. В этом году Ричард Мор де Бург предпринял военный поход против тогдашнего короля Коннахта Эйда мак Руайдри Уа Конхобайра (1228—1233). Последний был лишен престола и бежал в королевство Тир Эогайн (Тирон) . Ричард Мор де Бург назначил новым королем Коннахта Фелима Уа Конхобайра. В Анналах Ольстера вообще нет упоминания о Фелиме, а формулировки Анналов Лох-Се и Коннахта подразумевают, что Фелим стал королем Коннахта в качестве вассала Ричарда де Бурга. Фактически, в отличие от его предшественников и преемников, никогда не упоминается о том, что Фелим был инаугурирован как король в Карнфри традиционным способом, и, возможно, он вообще никогда не подвергался этой торжественной инаугурации.
В 1231 году по неизвестным причинам Вильгельм де Бург заключил Фелима в тюрьму в Милике. В следующем году Вильгельм заключил мир с изгнанным Эйдом, который возобновил свое правление в Коннахте, а затем освободил из заключения Фелима. В следующем году Фелим получил поддержку Кормака Макдермота, короля Мага Луирга (1218—1244), главного ирландского вассала Коннахта. Они напали и убили Аэда и многих его родственников, прежде чем разрушить многочисленные замки, построенные де Бургом в знак независимости от его господства. Именно в этом году Фелим по-настоящему принял на себя управление королевством Коннахт. В следующем году в ответ на посягательство де Лейси на власть Фелима над соседним королевством Брейфне он разграбил несколько городов.
В 1235 году Ричард де Бург возглавил большую англо-нормандскую армию, состоящую из сил Мориса Фицджеральда, юстициария Ирландии, Хью де Лейси, графа Ольстера, англо-норманнов из Ленстера и Манстера, напав на владения Фелима в графстве Роскоммон, опустошая землю, чтобы заставить его подчиниться. Фелим наблюдал за противником, который двинулся на Томонд, чтобы отомстить его союзнику Доннхаду Кайрбричу Уа Бриайну. Это привело к большой битве между силами англо-нормандских лордов с одной стороны и силами королевств Коннахт и Томонд с другой. Силы ирландских королей были разбиты тяжелой пехотой и кавалерией англо-норманнов, но Фелим сумел отступить с боем, понес незначительные потери по сравнению с его союзником Доннхадом, армия которого была уничтожена и сам был вынужден просить мира. Фелим вернулся в Коннахт, собрал своих сторонников и занялся тактикой выжженной земли, отступая дальше на север в поисках убежища в королевстве Тир Конайлл. Армия под командованием Ричарда де Бурга опустошили Коннахт и совершила набег на Тир-Конайлл, но позже в том же году Фелим заключил мир с Морисом Фицджеральдом, обязавшись платить дань и признавать свою вассальную зависимость.
К 1236 году хрупкий мир был нарушен, и Фелим снова искал убежища в Тир Конайлл, в то время как Морис Фицджеральд назначил Брайана, сына Тойрделбаха Уа Конхобайра королем в Коннахте. Вскоре Фелим был приглашен из изгнания вождями О’Флоинном, О’Селли и сыновьями Эйда Уа Конхобайра, чтобы восстановить свое правление в Коннахте. Эта армия, которую Фелим смог собрать, первоначально состояла из четырёх батальонов, но когда они натолкнулись на неохраняемые стада коров, они просто бросили короля ради грабежа, в то время как он тщетно пытался сплотить их.
Брайан увидел эту дезорганизацию в рассеянных силах Фелима, одержал победу, преследовал и убивал многих. Несмотря на эту неприятную неудачу, позже в том же году в битве при Клуайн-Катха Фелим победил армию родственников Брайана и убил сына своего предыдущего союзника Кормака, короля Мага Луирга, который подчинился Брайану. В 1237 году Фелим собрал армию в Брейфне и вступил в новую битву с Брайаном. Армия Брайана в значительной степени состояла из войск юстициария, в качестве наемников, которые были разбиты вскоре после начала битвы, когда Фелим приказал немедленно атаковать их позиции, что застало их врасплох. Брайан бежал с поля боя, и Фелим подчинил своей власти Коннахт, направив флот на озеро Лох-Се и свергнув Кормака, короля Маг Луирга. После этой демонстрации силы Морис Фицджеральд заключил мир и отказался от своего права на получение дани от короля Коннахта.

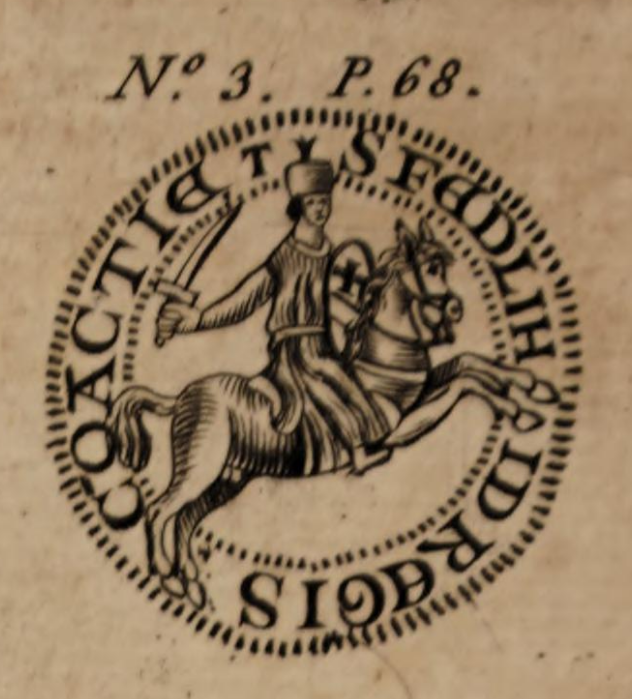
Печать Фелима короля Коннахта, приложенная к его письмам к королю Англии Генриху III

В 1240 году Фелим предпринял беспрецедентный шаг для правящего ирландского короля и отправился ко двору английского короля Генриха III, где, согласно Анналам Ольстера, был принят с большой честью. Находясь там, он жаловался на то, что как английские подданные Генриха, так и различные гэльские ирландские лорды нанесли ему вред. Вернувшись домой, Фелим был доволен встречей и дискуссиями между ним и Генрихом. В 1245 году Морис Фицджеральд приказал ему построить замок Слайго за свой счет, что ясно показало, что он снова оказался в подчиненном положении по отношению к лорду Оффали. Он также отправился в Уэльс в том же году с контингентом примерно 3000 пехотинцев, чтобы участвовал в военной кампании Генриха III против Давида ап Лливелина, принца Гвинеда, и снова был доволен его приемом со стороны английского короля.
К 1249 году сын Фелима Хью начал становиться все более независимой и воинственной личностью, вступив в конфликт с Морисом Фицджеральдом, который организовал вторжение в Коннахт. Фелим вынужден был бежать в соседнее королевство Брейфне. В его отсутствие Морис Фицджеральд, лорд Оффали, вновь назначил другого претендента, Тойрделбаха, сына Эйда Уа Конкобайра, королем Коннахта. Однако это продлилось недолго, и в следующем 1250 году с помощью короля Тира Эогайна Фелим победил Тойрделбаха и заключил мир с Морисом Фицджеральдом, который вновь признал власть Фелима над Коннахтом. Через пять лет Фелим отправил к Генриху III новых послов по неизвестным причинам, возможно, связанным с контролем над королевством Брейфне, которое привело к конфликту с Уолтером де Бургом к 1256 году. Конфликт, казалось, касался территории Муинтир Райгиллиг, лежащей в королевстве Брейфне, которое становилось все более независимым при поддержке англо-норманнов. Его статус привел к тому, что Фелим и его сын вступили в войну в союзе с королем Брейфне, их традиционным вассалом, против Муинтир Райгиллиг, нанеся им тяжелое поражение. Они заключили мир с Уолтером де Бургом в 1257 году, и Фелим получил от Генриха III грамоту, подтверждающую его права на Роскоммон. К этому сын Фелима стал соправителем своего отца в королевстве Коннахт. Эйд выступил сам в 1258 году, без своего отца, чтобы признать Брайана Уа Нейлла верховным королем Ирландии и назначить Конхобара О Руэра своим королем-вассалом в Брейфне. Он также присутствовал в битве при Дауне в следующем году, где Брайан Уа Нейл был убит, сражаясь с англичанами Ольстера, после чего власть Аэда над королевством Брейфне временно прекратилась.
Дальнейший конфликт зарегистрирован между Эйдом и англичанами в 1263 году, и Уолтер де Бург возглавил неудачную экспедицию в Коннахт, понеся большие потери. В 1264 году в Атлон-де-Бург, Морис Фицджеральд и Уолтер де Бург, граф Ольстер, решили заключить мир с Фелимом и Аэдом после того, как эти двое явились на место переговоров с большой армией. В следующем году Фелим умер, и ему сразу же наследовал его старший сын Эйд, который правил более воинственно, чем его отец.